# Yoshimi Yamashita
 (juin 2019).
Yoshimi Yamashita, née le 20 février 1986 à Nakano, est une arbitre japonaise de football. 
Elle officie lors de l'Universiade d'été de 2015, à la Coupe du monde féminine de football des moins de 17 ans 2016, à l'Universiade d'été de 2017, à la Coupe d'Asie féminine de football 2018 ainsi qu'à la Coupe du monde féminine de football des moins de 17 ans 2018.
Elle fait partie des arbitres officiant lors de la Coupe du monde féminine de football 2019 organisée en France.
Elle est la première arbitre féminine à officier lors d'un match de la Coupe de l'AFC en 2019.
Elle fait partie des trois femmes arbitres désignées pour la première fois de l'histoire par la Commission des arbitres de la Fifa pour le Mondial 2022 au Qatar.
Le 23 novembre 2022, elle devient la troisième femme (après Stéphanie Frappart et Salima Mukansanga) à officier durant une phase finale de Coupe du monde masculine en tant que 4e arbitre des rencontres entre la Belgique et le Canada, puis entre l'Angleterre et les États-Unis, et entre la Belgique et le Maroc.